# Giảm giá (tiếp thị)
Khoản giảm giá là số tiền được trả bằng cách giảm, trả lại hoặc hoàn trả cho những gì đã được thanh toán hoặc đóng góp. Đó là một loại khuyến mại mà các nhà tiếp thị sử dụng chủ yếu như các ưu đãi hoặc bổ sung cho việc bán sản phẩm. Giảm giá qua thư (MIR) là phổ biến nhất. MIR cho phép người mua gửi thư trong phiếu giảm giá, biên lai và mã vạch để nhận séc cho một số tiền cụ thể, tùy thuộc vào sản phẩm cụ thể, thời gian và địa điểm thường mua. Giảm giá được cung cấp bởi nhà bán lẻ hoặc nhà sản xuất sản phẩm đã chọn. Các cửa hàng lớn thường làm việc kết hợp với các nhà sản xuất, thường yêu cầu hai hoặc thậm chí ba đợt giảm giá riêng biệt cho mỗi mặt hàng. Giảm giá nhà sản xuất đôi khi chỉ có giá trị tại một cửa hàng duy nhất. Các hình thức hoàn tiền và biên lai đặc biệt đôi khi được in bằng máy tính tiền tại thời điểm mua trên một hóa đơn riêng biệt hoặc có sẵn trực tuyến để tải xuống. Trong một số trường hợp, giảm giá có thể có sẵn ngay lập tức, trong trường hợp đó, nó được gọi là giảm giá ngay lập tức. Một số chương trình giảm giá cung cấp một số tùy chọn thanh toán cho người tiêu dùng, bao gồm séc giấy, thẻ trả trước có thể được chi tiêu ngay lập tức mà không cần đến ngân hàng hoặc thậm chí thanh toán PayPal.

## Công dụng
Giảm giá được sử dụng nhiều để bán quảng cáo trong các cửa hàng bán lẻ. Ví dụ: một mặt hàng có thể được quảng cáo là "39 đô la sau khi giảm giá" với mặt hàng có giá 79 đô la ngoài cửa với khoản hoàn lại 40 đô la mà khách hàng sẽ cần đổi. Thời gian quay vòng thường là bốn đến tám tuần, mặc dù một số khoản giảm giá lưu ý khoảng thời gian từ tám đến mười hai tuần. 
Ở Anh, giảm giá ít phổ biến hơn, với các nhà sản xuất và nhà bán lẻ muốn giảm giá tại điểm bán hơn là yêu cầu gửi thư hoặc phiếu giảm giá. Tuy nhiên, giảm giá đôi khi được đưa ra dưới dạng "ưu đãi hoàn lại tiền" cho các hợp đồng điện thoại di động hoặc các mặt hàng bán lẻ có giá trị cao khác được bán cùng với hợp đồng tín dụng.

## Hoàn trả
Hầu hết các khoản giảm giá được xử lý theo hợp đồng bởi các trung tâm thanh toán bù trừ chuyên xử lý các khoản giảm giá và các ứng dụng dự thi.

## Các loại giảm giá

### Giảm giá ngay lập tức
Giảm giá ngay lập tức, hoặc đôi khi là tiết kiệm tức thời, là một chiến lược tiếp thị hoặc mánh lới quảng cáo trong đó sản phẩm được quảng cáo ở một mức giá cụ thể hoặc ở mức giá chiết khấu, trong đó giảm giá được áp dụng tại thời điểm mua. Ví dụ: cửa hàng có thể quảng cáo một tiện ích với giá 9,99 đô la, nhưng với khoản hoàn lại ngay lập tức 5 đô la, giá là 4,99 đô la. Hoặc sản phẩm có thể được quảng cáo là 4,99 đô la với khoản hoàn tiền ngay lập tức 5 đô la.
Giảm giá ngay lập tức khác với giảm giá "tiêu chuẩn". Trong các trường hợp thông thường, một khoản giảm giá được trao cho một khách hàng gửi phiếu giảm giá cùng với bằng chứng mua hàng và được nhà sản xuất hoặc bộ xử lý giảm giá gửi qua séc. Trong trường hợp giảm giá ngay lập tức, giảm giá được cung cấp ngay lập tức, ngay khi mua.
Chúng ta có thể thấy giảm giá ngay lập tức như giảm giá cho một sản phẩm. Trong chiến lược kế toán, hóa đơn thực tế sẽ ít hơn bằng số tiền giảm giá ngay lập tức được trao cho khách hàng. Sau đó: 
```
chi phí hóa đơn = chi phí sản phẩm - số tiền giảm giá ngay lập tức.
```

## Quy định và pháp luật
Tại Hoa Kỳ, tiểu bang Connecticut, mục 42-110b-19 (e) yêu cầu các nhà bán lẻ quảng cáo giá ròng của một mặt hàng sau khi giảm giá phải trả cho người tiêu dùng số tiền giảm giá đó tại thời điểm mua. Rhode Island có luật tương tự (Gen. Luật 6-13.1-1). Mặt khác, giá sau khi giảm giá không thể được quảng cáo là giá cuối cùng được trả bởi người tiêu dùng. Ví dụ: các nhà bán lẻ ở Connecticut chỉ có thể quảng cáo "$ 40 với khoản hoàn tiền $ 40", chứ không phải "Miễn phí sau khi hoàn tiền", trừ khi họ đưa ra mức giảm giá tại thời điểm mua.

## Cơ sở lý luận
Giảm giá đã trở nên rất phổ biến trong doanh số bán lẻ tại Hoa Kỳ. Các nhà bán lẻ và nhà sản xuất có nhiều lý do để cung cấp cho họ:
- Thông tin được cung cấp trong biểu mẫu giảm giá, như tên, địa chỉ, phương thức thanh toán, có thể được sử dụng cho các nghiên cứu khai thác dữ liệu về hành vi của người tiêu dùng.[6]
- Thông tin có thể được sử dụng làm bằng chứng về mối quan hệ kinh doanh có sẵn cho các mục đích tiếp thị, chẳng hạn như không gọi danh sách.
- Khách hàng có xu hướng nhận thấy giá tăng và phản ứng tiêu cực. Giảm giá mang lại cho các nhà bán lẻ lợi ích của việc giảm giá tạm thời cho khách hàng đối với một mặt hàng, để kích thích doanh số, đồng thời cho phép nó duy trì mức giá hiện tại. Phương pháp này tránh được phản ứng ngược tiêu cực có thể được nhận thấy với giá được hạ xuống và sau đó tăng lên.[7]
- Giảm giá cũng cho phép các công ty "bảo vệ giá" một số dòng sản phẩm nhất định bằng cách chọn lọc trong đó các mẫu hoặc nhãn hiệu sẽ được giảm giá. Điều này cho phép các nhà bán lẻ và nhà sản xuất di chuyển một số sản phẩm với chi phí thấp hơn trong khi vẫn duy trì giá của các mô hình thành công. Việc giảm giá thẳng đối với một số mẫu sẽ có hiệu ứng domino trên tất cả các sản phẩm trong một dòng.[8]
- Trong thời gian quay vòng, công ty có thể kiếm được tiền lãi từ tiền.
- Nếu thời gian quay vòng chuyển sang năm tài chính hoặc quý tiếp theo, một đề nghị giảm giá có thể làm tăng doanh số bán hàng trong giai đoạn hiện tại và không phải tính đến giai đoạn tiếp theo và sau đó có thể được quy cho là giảm chi phí hoặc chi phí cho giai đoạn tiếp theo, mang lại cho các công ty một lợi thế kế toán với các dự đoán của Phố Wall.[cần dẫn nguồn]
- Không phải tất cả người mua sẽ đáp ứng các tiêu chí để nhận được giảm giá.   Các công ty thường yêu cầu mã vạch UPC gốc, biên nhận và thông tin bổ sung mà người mua có thể quên kèm theo khi đổi phần giảm giá. Các công ty hầu như luôn luôn thêm các cảnh báo khác vào giảm giá, chẳng hạn như việc mua lại phải được đóng dấu bưu điện vào một ngày nhất định. Một chiến thuật khác có thể được sử dụng là ngụy trang thư giảm giá để trông giống như thư rác, để khách hàng có thể bỏ qua nó.   Nó hoạt động có lợi cho công ty nếu người mua không hành động nhanh chóng để đổi quà. Tuy nhiên, một nghiên cứu của Đại học Florida lưu ý rằng thời gian mua lại ngắn hơn thực sự làm tăng tỷ lệ mua lại theo hướng có lợi cho người tiêu dùng vì nó khiến họ mất ít thời gian hơn để trì hoãn.[9]
- Các công ty mới muốn thâm nhập vào thị trường có thể cung cấp khoản tiết kiệm giảm giá đáng kể cho sản phẩm mới của họ như một phương tiện để thu hút sự chú ý của khách hàng. Zeus Kerravala, phó chủ tịch của Tập đoàn Yankee, đã nói: "Đối với các công ty chưa từng ở một thị trường cụ thể, việc giảm giá về cơ bản hoàn trả tiền của khách hàng là một cách tuyệt vời để mọi người chú ý đến họ. Điều này đặc biệt đúng trong điện tử tiêu dùng, nơi thương hiệu có vấn đề. Đó là một cách tốt để khiến khách hàng có cơ hội với một thương hiệu mới. " [10]

### Lợi ích và chi phí cho người tiêu dùng
Giảm giá có thể cung cấp cho khách hàng giá thấp hơn. Các trang web của thợ săn thường xuyên đề cập đến lợi ích của việc giảm giá trong việc làm cho công nghệ có giá cả phải chăng: "Giảm giá là thịt và khoai tây của thỏa thuận công nghệ cuối cùng, bất kể bạn đang mua loại nào Tất cả những gì bạn phải làm là lấy nó."
Theo nghiên cứu năm 2011, 47% người tiêu dùng đã gửi giảm giá trong 12 tháng qua, trong khi nghiên cứu tương tự được thực hiện năm 2009 cho thấy chỉ có 37% người tiêu dùng đã gửi giảm giá trong năm trước.
Các cố vấn trong ngành tuyên bố rằng nếu giảm giá qua thư, họ sẽ không bị thay thế bởi "giảm giá tức thời" với cùng một giá trị vì mất các lợi ích hữu hình được liệt kê ở trên (kế toán tài chính, bảo vệ giá, v.v.) Steve Baker, phó chủ tịch phân tích ngành của NPD Group, nhận xét rằng "Đó là một trường hợp cẩn thận với những gì bạn yêu cầu. Bạn có thể thấy một số ưu đãi tuyệt vời biến mất."
Giảm giá mất một thời gian và nỗ lực nhất định từ người tiêu dùng - tìm ra các quy tắc, điền vào các biểu mẫu, chuẩn bị và bỏ thư, rút tiền trong séc, theo dõi các thủ tục giấy tờ trong khi việc này đang được thực hiện. Do đó, một khoản giảm giá có thể được coi là được trả tiền để làm giấy tờ này và cung cấp dữ liệu cá nhân của một người cho công ty. Cơ hội gửi thư giảm giá bị mất hoặc không đạt một số tiêu chí có thể làm giảm thêm lợi nhuận dự kiến cho nỗ lực này.
Người tiêu dùng nhận thức được điều này, và đánh giá cao thời gian, công sức và chi phí cơ hội của họ trên giá trị của khoản giảm giá có thể chọn bỏ qua một khoản giảm giá không tức thời đòi hỏi các thủ tục như vậy và giả định giá ngoài cửa khi xem xét mua, tựa vào, bám vào.
Mặt khác, nếu người tiêu dùng không nhìn thấy nó theo cách này, nếu thu nhập và ngân sách của người tiêu dùng cực kỳ hạn chế hoặc không tồn tại, hoặc nếu người tiêu dùng quan tâm đến giá hơn bất kỳ lý do nào, thì giảm giá có thể được coi là một thỏa thuận tốt.
Một bất lợi tiềm tàng khác khi nhận giảm giá là giảm giá không hoàn trả bất kỳ khoản thuế bán hàng nào được tính tại thời điểm mua. Do đó, người tiêu dùng sẽ trả nhiều tiền thuế hơn nếu giá đơn giản được hạ xuống tại thời điểm mua.

## Tỷ lệ mua lại không thống nhất
Rất khó để có được một tài khoản về tỷ lệ mua lại từ hầu hết các công ty giảm giá, một phần do sự miễn cưỡng từ phía các nhà thực hiện giảm giá để tiết lộ thông tin kinh doanh bí mật. Trong số các nguồn khác nhau, các số khác nhau hoàn toàn ở hai đầu phổ có thể được trích dẫn. Một phần lý do là hầu hết "tỷ lệ mua lại" không phân biệt được chúng được tính như một phần của tổng doanh số hay doanh số tăng.
- PMA, một công ty tiếp thị, ước tính rằng vào năm 2005, $ 486,5 triệu tiền giảm giá đã được sử dụng. Tỷ lệ mua lại trung bình 21,1% khi được tính theo tỷ lệ phần trăm của tổng doanh số và 67,6% khi được tính theo tỷ lệ phần trăm của doanh số gia tăng. PMA lưu ý, "Những thống kê này tiết lộ rằng tỷ lệ mua lại được tính theo tỷ lệ phần trăm của tổng doanh số có thể gây hiểu nhầm khi bị pha loãng bởi doanh số không tăng, do đó làm cho tỷ lệ mua lại xuất hiện thấp hơn so với thực tế."[14]
- Không phải tất cả người mua đều nhớ gửi phiếu giảm giá, một hiện tượng trong ngành công nghiệp là vỡ, hoặc hiệu ứng hộp đựng giày. Mặc dù nó có thể được sử dụng thay thế cho nhau khi bị vỡ,[15] trượt là hiện tượng khi người tiêu dùng hoàn thành việc hoàn tiền của mình, nhưng anh ta hoặc cô ta mất hoặc quên trả tiền cho séc. Một số công ty giảm giá có thể chào hàng "mức hoàn trả" cao hơn bao gồm cả việc phá vỡ, trong khi không tính được độ trượt tiềm năng của séc chưa thanh toán.

### Một số ước tính quy đổi
- Vào tháng 11 năm 2005, BusinessWeek ước tính tỷ lệ hoàn vốn là 60%. Một số ước tính đã thấp đến 2%. Ví dụ, gần một nửa trong số 100.000 người đăng ký TiVo mới trong năm 2005 đã không chuộc lại khoản hoàn tiền 100 đô la của họ, cho phép công ty giữ 5.000.000 đô la lợi nhuận bổ sung.[16]
- Dữ liệu PC trong Reston, VA ước tính trong khoảng từ "10 đến 30 phần trăm".[17]
- PlusNetMarketing ở Wilmington, DE báo giá 80%.[18]
- Một đại diện vào năm 2005 từ Tập đoàn Marco tuyên bố: "Trong một số trường hợp, chúng tôi có các chương trình đổi quà cao tới bốn mươi đến năm mươi phần trăm, nhưng nói chung là khoảng một đến năm phần trăm". Trong cùng một bài viết, John Challinor, giám đốc quảng cáo của Sony Canada nhận xét, "Mức trung bình của ngành là dưới mười phần trăm.... và nó có thể thấp đến một phần trăm."[15]
- NPD Group, một công ty tiếp thị, ước tính 50% đến 70%.[13]

## Khiếu nại chung

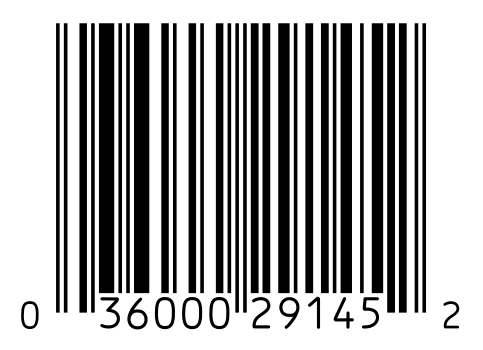
Mã vạch UPC điển hình cần thiết để gửi giảm giá

Tại một số Đại cửa hàng, máy tính cá nhân thường được bán kèm với giảm giá khá lớn, khiến giá được quảng cáo hấp dẫn hơn đối với người mua. Các nhà sản xuất phần cứng đã bị sa thải, cũng. Dell, trước hết, đã là đối tượng của các khiếu nại giảm giá liên quan đến biên lai bị in sai, ngày hết hạn có thể gây nhầm lẫn và đại diện dịch vụ chậm phản ứng.
Các vấn đề giảm giá bắt đầu làm tắc nghẽn các diễn đàn dịch vụ khách hàng của Dell, khiến công ty phải đóng cửa phần đó của trang web. CompUSA đã sử dụng giảm giá thường xuyên cho đến khi bắt đầu đóng cửa các cửa hàng còn lại vào tháng 12 năm 2007.
Các công ty dịch vụ điện thoại di động, bao gồm những người chơi lớn như T-Mobile, cũng như các nhà bán lẻ bên thứ ba như Radio Shack, Wirefly và những người khác đã nhận được sự chú ý ngày càng tăng do các quy tắc đổi quà giảm giá phức tạp. Cả nhà mạng và nhà bán lẻ đều khiến khách hàng gửi yêu cầu hoàn tiền trong thời gian 30 ngày, thường là 6 tháng sau khi kích hoạt điện thoại di động. Một số đại lý ủy quyền đã phản hồi bằng cách cố gắng làm cho các yêu cầu giảm giá minh bạch hơn, giải thích rằng nhà mạng sẽ rút tiền thanh toán từ họ nếu khách hàng bỏ dịch vụ trước khi kết thúc hợp đồng.
Năm 2009, Tổng chưởng lý bang Florida Bill McCollum đã đệ đơn kiện công ty mẹ của TigerDirect, OnRebate và TigerDirect, Systemax, buộc tội các công ty không cung cấp giảm giá cho khách hàng.

### Giảm giá như một hình thức phân biệt giá
Khiếu nại phổ biến chống lại giảm giá là tuyên bố rằng giảm giá có thể được sử dụng như một hình thức " phân biệt giá " đối với các thành viên của tầng lớp thấp, những người ít có khả năng chuộc giảm giá hơn so với tầng lớp trung lưu có học thức hơn. Sridhar Moorthy, giáo sư tiếp thị tại Đại học Toronto cũng ủng hộ lý thuyết "phân biệt giá" giữa "những người nhạy cảm về giá và những người không nhạy cảm về giá". Một quan điểm khác, như được đưa ra bởi bài báo của BusinessWeek, là các khoản giảm giá có thể được xem như là "thuế đối với những người vô tổ chức" được trả bởi những người không nộp khoản giảm giá của họ so với những người thực hiện. Như đã đề cập ở trên, giảm giá cũng ít lôi cuốn người tiêu dùng càng coi trọng chi phí cơ hội (thời gian và công sức) liên quan đến việc nộp giảm giá.

## Xu hướng gần đây
Một số nhà bán lẻ đã tiến một bước với việc cung cấp cho người tiêu dùng những cách mới để gửi giảm giá của họ một cách dễ dàng qua Internet, loại bỏ hoàn toàn hoặc một phần bất kỳ yêu cầu gửi thư nào. Staples, Sears, TigerDirect và Rite Aid hiện cung cấp tùy chọn gửi trực tuyến cho tất cả hoặc một số khoản giảm giá mà họ cung cấp. Những khoản giảm giá đặc biệt này thường được xác định như vậy và có hướng dẫn cho việc gửi trực tuyến đầy đủ hoặc một phần. Điều này được quảng cáo là xử lý giảm giá chính xác hơn, giảm nguy cơ lỗi con người hoặc máy móc và, trong nhiều trường hợp, loại bỏ chi phí bưu chính liên quan đến giảm giá qua thư truyền thống, mặc dù một số yêu cầu UPC hoặc bằng chứng mua hàng được gửi qua đường bưu điện trong. Hầu hết các nhà bán lẻ vẫn cho phép người tiêu dùng gửi giảm giá qua thư.
Vào năm 2006, các cửa hàng OfficeMax đã thông báo rằng họ đã loại bỏ các khoản hoàn tiền trong thư từ quảng cáo bán hàng của họ để ủng hộ giảm giá ngay lập tức cho giá bán của họ. Quyết định được đưa ra sau một năm làm việc với các nhà cung cấp và nhà sản xuất giảm giá để cải thiện quy trình giảm giá và nhận được "phản hồi tiêu cực quá mức" từ khách hàng về chương trình giảm giá của họ.
Thay vì séc, thẻ quà tặng trả trước đang được nhiều cửa hàng tặng. Các thương nhân thích những thẻ này, vì họ không thể đổi thành tiền mặt và phải được chi tiêu. Tuy nhiên, một số tiểu bang yêu cầu các nhà bán lẻ đổi giá trị thẻ thành tiền nếu nó xuống dưới một mức nhất định, chẳng hạn như $ 5 ở tiểu bang Washington. Nhiều người bán hàng không nhận thức được điều này và sẽ từ chối hoàn lại tiền. Người tiêu dùng phải cẩn thận về ngày hết hạn và đọc bản in đẹp.
Hộ gia đình Mỹ điển hình tận dụng lợi thế của giảm giá tiêu dùng tiết kiệm trung bình 150 đô la hàng năm. Hơn 8 đô la   tỷ được phát hành trở lại cho các hộ gia đình Mỹ trong năm 2011 một mình bởi các chương trình giảm giá.